# Lindbergia brevifolia
Lindbergia brevifolia là một loài Rêu trong họ Leskeaceae. Loài này được C. Gao mô tả khoa học đầu tiên năm 1985.